# Parafia św. Katarzyny Labouré w Nowej Krasnoszorze
Parafia św. Katarzyny w Nowej Krasnoszorze – parafia rzymskokatolicka terytorialnie i administracyjnie znajdująca się w archidiecezji lwowskiej, w dekanacie Czerniowce. W parafii posługują księża archidiecezjalni. Według stanu na marzec 2024 proboszczem parafii był ks. Adam Sekula z parafii Matki Bożej Bolesnej w Starej Krasnoszorze, którego probostwo w tejże parafii wynika z zasad przynależności posługi.